# Municipio de Grant (condado de Cass)
El municipio de Grant (en inglés: Grant Township) es un municipio ubicado en el condado de Cass en el estado estadounidense de Iowa. En el año 2010 tenía una población de 1172 habitantes y una densidad poblacional de 12,69 personas por km².

## Geografía
El municipio de Grant se encuentra ubicado en las coordenadas 41°27′32″N 94°45′13″O / 41.45889, -94.75361. Según la Oficina del Censo de los Estados Unidos, el municipio tiene una superficie total de 92.37 km², de la cual 91,64 km² corresponden a tierra firme y (0,79 %) 0,73 km² es agua.

## Demografía
Según el censo de 2010, había 1172 personas residiendo en el municipio de Grant. La densidad de población era de 12,69 hab./km². De los 1172 habitantes, el municipio de Grant estaba compuesto por el 99,15 % blancos, el 0,17 % eran afroamericanos, el 0,26 % eran asiáticos, el 0,17 % eran de otras razas y el 0,26 % eran de una mezcla de razas. Del total de la población el 0,68 % eran hispanos o latinos de cualquier raza.